# Johann Valentin von Reißmann
Johann Valentin von Reißmann (né le 12 novembre 1807 à Allersheim, aujourd'hui Giebelstadt, mort le 16 novembre 1875 à Wurtzbourg) est évêque de Wurtzbourg de 1870 à 1875.

## Biographie
Il est le fils de petits paysans. Sur les trois fils de la famille, deux ont choisi de se tourner vers la religion. Il reçoit des cours de latin du chapelain Benkert qui deviendra le doyen de Würzburg. En 1820, il vient suivre sa scolarité dans cette ville et devient prêtre le 25 novembre 1830. Le 6 août 1931, il obtient son diplôme de docteur en théologie malgré sa santé fragile. Il effectue des missions de prêtre et d'aumônier. En 1834, il devient professeur d'études bibliques et de langues orientales de l'université de Wurtzbourg.
En 1846, son ami et évêque de Wurtzbourg Georg Anton von Stahl le nomme au chapitre. Il devient vicaire général en 1854 puis prévôt en 1861 par le pape Pie IX. Le roi Louis II de Bavière lui propose en 1866 l'évêché d'Eichstätt, mais il préfère rester auprès de son ami von Stahl. Après la mort de ce dernier en 1870, il est nommé évêque de Wurtzbourg. Il reçoit son ordination le 9 juillet 1871 des mains de l'archevêque de Bamberg, Michael von Deinlein.
Le mandat de Johann Valentin von Reißmann est marqué par le Kulturkampf. Il accueille dans son séminaire les élèves des autres diocèses. Il est souvent considéré comme un opposant au premier concile œcuménique du Vatican à cause de son retrait pour ne pas aggraver le conflit en Allemagne. En 1875, il suspend son conseiller Melchior Hohn, un libéral, ancien partisan de Herman Schell.
Johann Valentin von Reißmann meurt le 18 novembre 1875 des suites d'un infarctus du myocarde apparu en 1874.